# Мацзян (Гуйчжоу)
Мацзя́н (кит. упр. 麻江, пиньинь Májiāng) — уезд Цяньдуннань-Мяо-Дунского автономного округа провинции Гуйчжоу (КНР).

## История
Во времена империи Мин в 1494 году была создана Махаская область (麻哈州). После Синьхайской революции в Китае была проведена реформа структуры административного деления, в ходе которой области были упразднены, поэтому в 1913 году Махаская область была преобразована в уезд Маха (麻哈县).
В 1930 году уезд Маха был переименован в Мацзян.
После вхождения этих мест в состав КНР в 1950 году был создан Специальный район Душань (独山专区), и уезд вошёл в его состав. В 1952 году власти специального района переехали из уезда Душань в уезд Дуюнь, и Специальный район Душань был переименован в Специальный район Дуюнь (都匀专区). В 1956 году Специальный район Дуюнь был расформирован, и был создан Цяньдуннань-Мяо-Дунский автономный округ; уезд вошёл в состав автономного округа. 1 января 1959 года уезд был присоединён к уезду Кайли, но в августе 1961 года воссоздан. В октябре 1962 года часть земель уезда была передана в состав восстановленного уезда Даньчжай.

## Административное деление
Уезд делится на 5 посёлков и 1 национальную волость.